# Fritz Fuchsenberger
Fritz Fuchsenberger (* 3. Oktober 1876 in Würzburg; † 14. September 1945 in München; vollständiger Name: Friedrich Fuchsenberger) war ein deutscher Architekt und Hochschullehrer.

## Leben
Fuchsenberger studierte von 1897 bis 1901 Architektur an der TH München und trat danach als Baubeamter in den Staatsbaudienst ein, zunächst im Rang eines Regierungsbaumeisters (Assessor) in Bamberg. Unter der Leitung von Oberbaurat Eduard Reuter war er maßgeblich am Neubau des Staatsarchivs in Bamberg (1902–1905) beteiligt. Im Jahr 1904 legte er die Staatsbauprüfung ab. Als Architekt zeichnete er verantwortlich für den Bau der Oberpostdirektion Bamberg am Wilhelmsplatz (1904–1906). Ab 1904 plante er Pfarrhäuser und vor allem Kirchenbauten. Ab 1912 wirkte er als Architekturlehrer mit dem Titel Professor an der Königlichen Baugewerkschule in München. Im Jahr 1936 wurde er aus gesundheitlichen Gründen in den Ruhestand versetzt.
Sein Sohn Ludwig Fuchsenberger (* 26. Juni 1906 in Bamberg; † 18. Oktober 1960 in  Aschaffenburg) war als Architekt in Aschaffenburg tätig.

## Bauten und Entwürfe

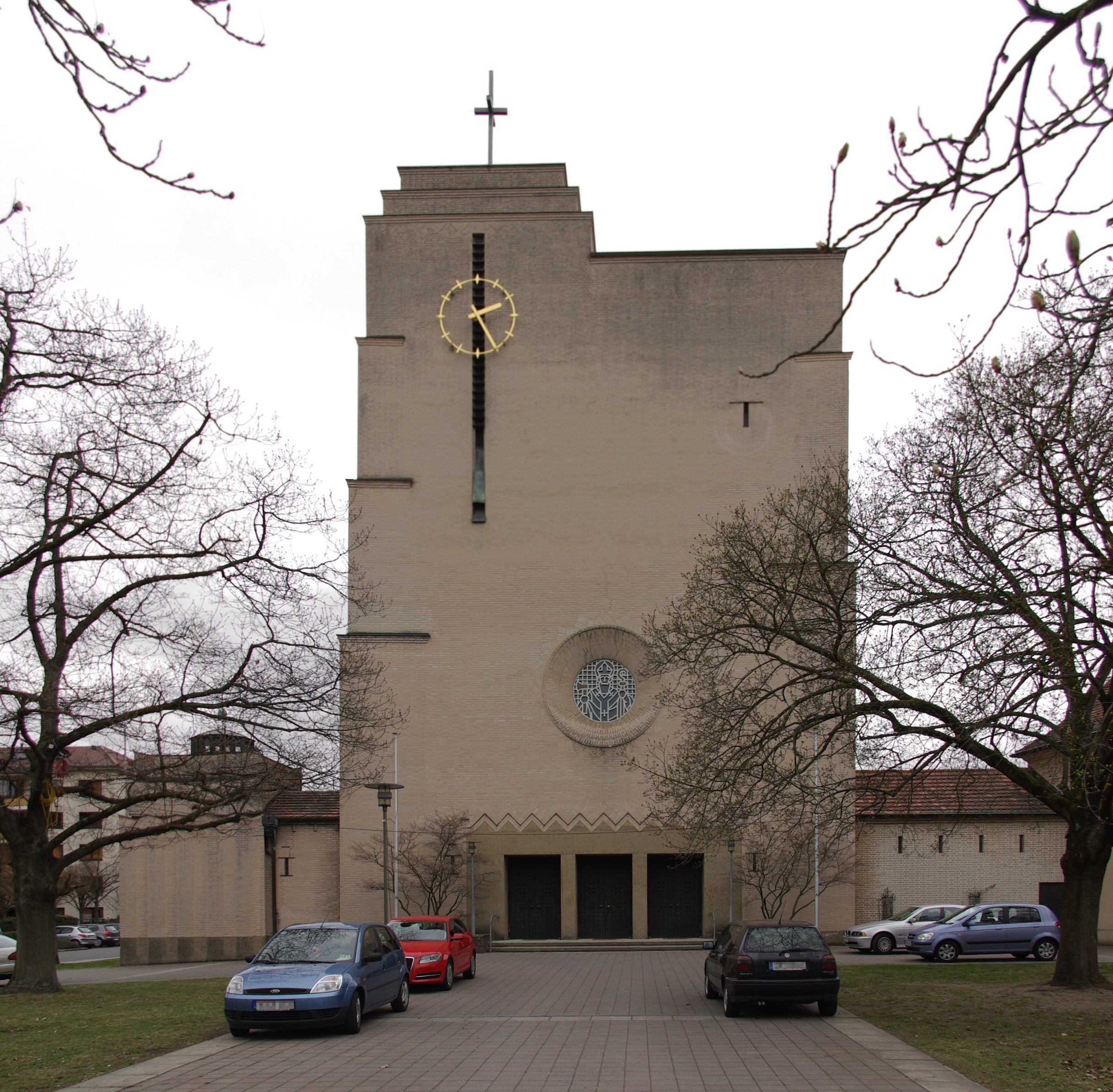
St. Bonifaz in Erlangen

- 1902–1905: Königliches Kreisarchiv (heute Staatsarchiv) in Bamberg[1] (unter Denkmalschutz)
- 1904–1906: Oberpostdirektion (später Fernmeldeamt, heute Teil der Universität) in Bamberg (unter Denkmalschutz)
- 1906: Pfarrhaus in Egloffstein, Landkreis Forchheim (umgenutzt, unter Denkmalschutz)
- 1907–1908: Erweiterung der katholischen Pfarrkirche St. Michael in Burgsinn, Landkreis Main-Spessart (unter Denkmalschutz)
- 1908–1909: Katholische Pfarrkirche St. Stephan in Adelsdorf, Landkreis Erlangen-Höchstadt (unter Denkmalschutz)
- 1913: Langhaus der katholischen Pfarrkirche St. Ägidius in Gremsdorf, Landkreis Erlangen-Höchstadt (unter Denkmalschutz)
- 1918–1919: Katholische Filialkirche Mariä Namen in Pfaffendorf, Landkreis Haßberge (unter Denkmalschutz)
- 1921: Erweiterung der katholischen Kuratiekirche St. Sebastian in Reichmannsdorf, Landkreis Bamberg (unter Denkmalschutz)
- 1921–1923: Katholische Filialkirche St. Sebastian in Hundelshausen, Landkreis Schweinfurt (unter Denkmalschutz)
- 1921–1923: Schlossbergkapelle in Wallenfels, Landkreis Kronach (unter Denkmalschutz)
- 1922–1923: Katholische Pfarrkirche St. Josef, Pfarrhaus, Schwesternheim und Schule in Niederndorf, Landkreis Erlangen-Höchstadt (unter Denkmalschutz)
- 1924: Erweiterung der katholischen Pfarrkirche Mariä Opferung in Poxdorf, Landkreis Forchheim (unter Denkmalschutz)
- 1924–1925: Alte katholische Pfarrkirche St. Josef in Baiersdorf, Landkreis Erlangen-Höchstadt (unter Denkmalschutz)
- 1926: Erweiterung der katholischen Filialkirche zur Heiligen Dreifaltigkeit in Gosberg, Landkreis Forchheim (unter Denkmalschutz)
- 1926–1927: Katholische Pfarrkirche St. Karl Borromäus in Nürnberg-Mögeldorf (Fuchsenberger erstellte den Entwurf unhonoriert, unter Denkmalschutz)
- 1927–1928: Katholische Pfarrkirche St. Bonifaz in Erlangen (unter Denkmalschutz)
- 1928–1929: Katholische Kuratiekirche St. Josef in Hohenberg, Landkreis Kulmbach (unter Denkmalschutz)
- 1929–1930: Katholische Pfarrkirche Christkönig in Helmbrechts, Landkreis Hof (unter Denkmalschutz)
- 1931: Katholische Pfarrkirche St. Bartholomäus in Priesendorf, Landkreis Bamberg (unter Denkmalschutz)
- 1931: Katholische Kapelle St. Heinrich in Untertiefengrün, Landkreis Hof (unter Denkmalschutz)
- 1932: Alte katholische Pfarrkirche Christkönig in Schwarzenbach an der Saale, Landkreis Hof (unter Denkmalschutz)
- 1933–1935: Katholische Pfarrkirche St. Wolfgang in Stockheim, Landkreis Kronach (unter Denkmalschutz)
- 1936–1937: Katholische Kuratiekirche Rosenkranzkönigin in Wickendorf, Landkreis Kronach